# Polycleptidella chilensis
Polycleptidella chilensis är en insektsart som beskrevs av Max Beier 1962. Polycleptidella chilensis ingår i släktet Polycleptidella och familjen vårtbitare. Inga underarter finns listade i Catalogue of Life.